# Władimir Diegtiariow (polityk)
Władimir Iwanowicz Diegtiariow (ros. Владимир Иванович Дегтярёв, ur. 19 sierpnia 1920 w Stawropolu, zm. 16 października 1993) – radziecki polityk, członek KC KPZR (1966–1976), członek Biura Politycznego KC KPU (1971–1976), Bohater Pracy Socjalistycznej (1957).

## Życiorys
W latach 1938–1942 studiował w Moskiewskim Instytucie Górniczym, później pracował jako inżynier w kopalniach w Kraju Krasnojarskim i obwodzie rostowskim. Od 1945 w WKP(b), w latach 1948–1953 główny inżynier i szef kopalni w obwodzie donieckim, 1953–1957 zarządca trustu w obwodzie donieckim, 1957–1962 sekretarz Komitetu Obwodowego KP(b)U w Doniecku. Od 1962 do stycznia 1963 przewodniczący obwodowego Sownarchozu w Doniecku, od stycznia do lipca 1963 II sekretarz Przemysłowego Komitetu Obwodowego KP(b)U w Doniecku, od 11 lipca 1963 do 6 stycznia 1976 I sekretarz Przemysłowego Komitetu Obwodowego/Komitetu Obwodowego KPU w Doniecku. Od 15 marca 1966 do 10 lutego 1976 członek KC KPU, od 18 marca 1966 do 17 marca 1971 zastępca członka, a od 20 marca 1971 do 30 stycznia 1976 członek Biura Politycznego KC KPU. Od 8 kwietnia 1966 do 24 lutego 1976 członek KC KPZR, od 26 grudnia 1975 do 23 stycznia 1987 przewodniczący Państwowego Komitetu ds. Nadzoru nad Bezpiecznym Prowadzeniem Prac w Przemyśle i Nadzoru Górniczego, następnie na emeryturze. Deputowany do Rady Najwyższej Ukraińskiej SRR 8. i 9. kadencji (1971–1980).
Mieszkał w Kijowie. Został pochowany na cmentarzu Bajkowa.

## Odznaczenia
- Złoty Medal „Sierp i Młot” Bohatera Pracy Socjalistycznej (26 kwietnia 1957)
- Order Lenina (czterokrotnie – 1957, 1966, 1970 i 1973)
- Order Czerwonego Sztandaru Pracy (1947)
- Order Przyjaźni Narodów (1973)